# Thomas Brisbane
Sir Thomas Makdougall Brisbane (Largs, 23 luglio 1773 – Largs, 27 gennaio 1860) è stato un astronomo e generale scozzese, oltre che un governatore coloniale.

## Giovinezza
Thomas Brisbane nacque a Largs, nella Ayrshire, in Scozia, da Sir Thomas Brisbane e Eleanora Brisbane. Frequentò l'Università di Edimburgo, dove studiò astronomia e matematica, prima di arruolarsi nell'esercito inglese, nel 1789 o nel 1793. Si distinse in operazioni militari nelle Fiandre, in Spagna, nelle Indie Occidentali e in Nord America, servendo il Duca di Wellington. Nel 1813 fu nominato Maggiore generale, e l'anno seguente Cavaliere dell'Ordine del Bagno; nel 1814 gli fu anche assegnato il comando di una brigata negli Stati Uniti. Nel novembre 1819 sposò Anna Maria Makdougall.

## Governatorato
Nel 1821, dietro raccomandazione del Duca di Wellington, Brisbane fu nominato Governatore del Nuovo Galles del Sud, colonia inglese nel sud-est dell'Australia, succedendo a Lachlan Macquarie; mantenne questa carica fino al 1825. Brisbane assunse ufficialmente l'incarico il 1º dicembre e fin dall'inizio si impegnò a portare a compimento le riforme segnalate nel rapporto del Commissario Reale John Bigge: si adoperò per riformare la moneta in uso; istituì una scuola dedicata esclusivamente all'agricoltura, e promosse diversi esperimenti in questo settore, introducendo le colture di tabacco, caffè e cotone nel territorio della colonia.
Ma le sue azioni andarano anche al di là degli ordini ricevuti. Nell'aprile del 1822 si accorse con sorpresa che, fino a quel momento, le concessioni di terreno erano state ottenute con enorme facilità: immediatamente introdusse un nuovo sistema, secondo il quale, per ogni cento acri di concessione, il proprietario del terreno avrebbe dovuto mantenere, senza spese per la Corona, un detenuto come lavoratore. In tal senso, dal momento che il territorio era adibito principalmente a colonia penale, rese più efficiente il sistema di permessi di indulto. Nel 1823 introdusse un sistema di rifornimenti tramite navi ausiliari. Inoltre, quando Robert Wardell e William Wentworth, nel 1824, diedero alle stampe il primo giornale del nuovo continente, The Australian, Brisbane si dimostrò un uomo di ampie vedute, garantendo alla stampa la completa libertà di pensiero.
Nel 1823 Brisbane incaricò il luogotenente John Oxley di trovare un nuovo sito per alcuni carcerati, che continuavano a trasgredire le regole. Oxley scelse l'estuario di un largo fiume che sfociava nella Moreton Bay, sulla costa nord-occidentale dell'Australia: un anno dopo i primi detenuti si insediarono sul posto. Brisbane visitò il luogo nel 1826, dopo la scadenza del suo mandato: Oxley propose di chiamare sia il fiume che il villaggio come l'ex-governatore, ed ancora oggi portano il suo nome. La colonia penale di Brisbane fu dichiarata città nel 1834, e divenne un libero insediamento nel 1839; vent'anni dopo diventò la capitale dello stato australiano del Queensland.
Nonostante gli ottimi lavori svolti, Brisbane non riuscì ad evitare gli effetti delle faide permanenti tra fazioni rivali, che già avevano afflitto i precedenti governatori. Uno di questi conflitti coinvolse Henry Douglass, un ufficiale medico; di conseguenza, accuse di diverso tipo contro Brisbane furono inviata in Inghilterra. La peggiore di queste fu che il Governatore aveva acconsentito, con intenti immorali, all'invio di donne detenute ad Emu Plains: ma, dopo l'esame dei fatti, fu stabilito che le accuse erano infondate. Brisbane scoprì infatti che il segretario coloniale Frederick Goulburn, con cui non aveva mai avuto buoni rapporti, aveva trattenuto alcuni suoi documenti e risposto ad alcune lettere senza l'autorizzazione del Governatore: Brisbane denunciò la sua condotta a Lord Bathurst, Segretario di Stato inglese per quanto riguardava le colonie. Per tutta risposta, il 29 dicembre 1824 Bathurst richiamò in patria sia Brisbane che Goulburn.

## Gli ultimi anni
Brisbane partì da Sydney solo nel dicembre del 1825, e tornò in Scozia. Aggiunse il nome Makdougall prima di Brisbane, e si dedicò nuovamente alle scienze e alla sua tenuta. Nel 1832 fu eletto presidente della Royal Society of Edinburgh, e successivamente anche di quella londinese; nel 1836 fu nominato baronetto. Lo stesso anno gli fu offerto il comando delle truppe inglesi di stanza in Canada, e due anni dopo anche quello di un battaglione in India: ma rifiutò entrambe le proposte.
Continuò le sue ricerche astronomiche, ottenendo anche pregevoli risultati. Nel 1808 aveva costruito un osservatorio nella sua casa d'origine: da qui aveva contribuito al progresso delle tecniche di navigazione, con notazioni che sarebbero state utili per tutto il diciannovesimo secolo. Quando si trasferì nel Nuovo Galles del Sud portò con sé tutti i suoi strumenti, insieme a due assistenti, e, nel 1822, organizzò il primo osservatorio sul continente australiano, a Parramatta, che rimase in funzione fino al 1855. Nel 1828 vinse la Medaglia d'Oro della Royal Astronomical Society, e durante la celebrazione fu ampiamente elogiato da Sir John Herschel. Nel 1835 pubblicò The Brisbane Catalogue, contenente dettagli su 7382 stelle dell'emisfero meridionale. Dopo il suo ritorno in Scozia, Brisbane fece costruire un altro osservatorio vicino Kelso, città d'origine di sua moglie.
Brisbane morì, molto venerato e onorato, il 27 gennaio 1860 a Largs, sua città natale; i suoi quattro figli erano tutti deceduti prima di lui. È sepolto nella cripta Brisbane.

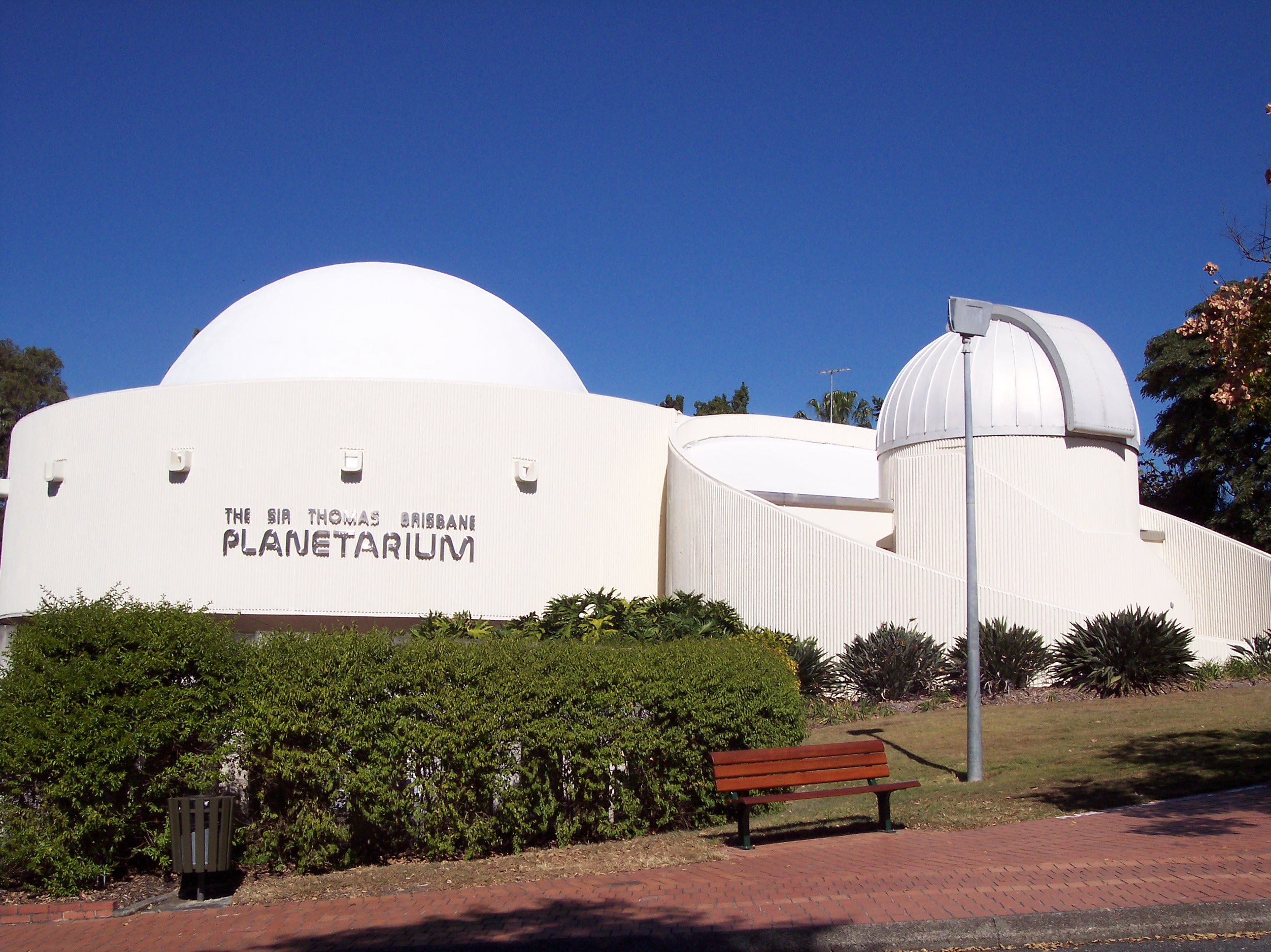
Il Sir Thomas Brisbane Planetarium, a Brisbane

## L'eredità di Brisbane
Devono il proprio nome a Thomas Brisbane:
- il Fiume Brisbane e la città di Brisbane, capitale del Queensland.
- il Sir Thomas Brisbane Planetarium a Brisbane.
- il Cratere Brisbane, sulla Luna.
- la Valle Brisbane, a Largs.
- Isabella Plains, un sobborgo di Canberra, prende il nome da Isabella Brisbane, figlia di Thomas.